# Clubionina
Clubionina is een monotypisch geslacht van spinnen uit de  familie van de Clubionidae (struikzakspinnen).

## Soort
- Clubionina pallida Berland, 1947